# Julîn, Strîi
Julîn (în ucraineană Жулин) este o comună în raionul Strîi, regiunea Liov, Ucraina, formată numai din satul de reședință.

## Demografie
Componența lingvistică a comunei Julîn
     Ucraineană (99,48%)
     Alte limbi (0,41%)
Conform recensământului din 2001, majoritatea populației comunei Julîn era vorbitoare de ucraineană (99,48%), existând în minoritate și vorbitori de alte limbi.